# Catarhoe putridaria
Catarhoe putridaria är en fjärilsart som beskrevs av Herrich-Schäffer 1852. Catarhoe putridaria ingår i släktet Catarhoe och familjen mätare. Inga underarter finns listade i Catalogue of Life.